# Trainspotting (novela)
Para otros usos de este término, véase Trainspotting (película).
Trainspotting es la primera novela de Irvine Welsh, publicada en 1993. En un tono bastante directo y a la vez humorístico, la novela se desarrolla a finales de los años 80s y trata la áspera, colorida y vigorosa vida de un grupo de jóvenes heroinómanos, desocupados, borrachos y adictos al fútbol, coito y rock and roll que nacieron en el lado duro de la vida, que no tienen otra salida que escapar o amortiguar el dolor de existir (porque saben que nada o casi nada va a cambiar) y que se involucran en actividades ilícitas y destructivas que funcionan también como adicciones y combustible para dejarse llevar. Está escrita como relatos cortos interrelacionados en escocés, escocés británico e inglés británico usando mucha jerga callejera típica del círculo social y lugares de procedencia de los personajes como Leith y Edimburgo.
Por su épica astrosa, fue inmediatamente celebrada por los críticos (fue llamada por el Sunday Times "la voz del punk que creció más sabia y más elocuente") y leída también por aquellos que raramente se acercan a los libros. La novela se convirtió en uno de los acontecimientos literarios —y también extraliterarios— de la última década y ha adquirido un estatus de culto sumada al éxito local de la adaptación al teatro y del éxito mundial de película basada en ésta: Trainspotting (1996) dirigida por Danny Boyle. Años más tarde, Welsh escribió una secuela llamada Porno en 2002 y una precuela llamada Skagboys en 2012.

## Procedencia del nombre
El título "Trainspotting" hace referencia a un pasaje del libro en el que Renton y Begbie conocen a un borracho en una estación de ferrocarril abandonada. Ambos usan la estación para hacer sus necesidades y el borracho les pregunta, intentando hacer un chiste, si están haciendo "Trainspotting". Ese término anglosajón trainspotting se utiliza para referirse a la afición relativamente popular en Reino Unido de observar los trenes pasar. Este hobby es similar al planespotting con aviones en vez de trenes. Pero también resulta un juego de palabras, pues los heroinómanos en su jerga llaman trains a la forma de las venas del brazo veins y el gerundio spotting se intercambia con facilidad por potting (meter en un tarro).

## Personajes principales
- Mark Renton

(También llamado Rent boy o Rents) Es el personaje principal y antihéroe de la novela. Renton es la voz de la "relativa" cordura entre su grupo de amigos, muchos de los cuales no la pueden soportar. Él narra su día a día (desde costear su adicción a la heroína con dinero del subsidio de desempleo que da el gobierno y algunos hurtos para poder interactuar con el "mundo normal")  con un cínico humor negro. Es capaz de encajar lo suficientemente bien en la sociedad, es más o menos atractivo y de inteligencia por encima del promedio, pero es misántropo y sufre de depresión, por eso hace de su adicción una excusa para encontrarle significado a su vida. En la película es interpretado por Ewan McGregor.
- Simon "Sick Boy" Williamson

Un hábil, promiscuo e inmoral estafador y el más antiguo amigo de Renton. Conquista mujeres con facilidad al pavonearse frente a sus amigos. Está siempre pendiente de estafas potenciales, y a pesar de su amistosa y encantadora apariencia, trata a las mujeres que seduce con algo más que desprecio. Al final del libro se convierte en un descarado chulo de jovencitas. Esencialmente es una combinación de héroe byroniano y villano que se convierte más inmoral después de la muerte de su hija Dawn, quien se asfixia mientras su madre Lesley y él están drogándose con heroína (De dientes para afuera, Sick Boy niega su responsabilidad paternal incluso años después del trágico hecho, pero está implícito que se culpa por la muerte de la bebé). Sick Boy se considera a sí mismo superior a los demás e interactúa con lenguaje moderado de fibra moral a pesar de ser uno de los personajes más superficiales e insensibles de la novela. Cuando piensa en sí mismo, a menudo se imagina hablando con Sean Connery. Mientras Begbie representa la inevitable e irrefutable violencia del antihéroe del libro, Sick Boy representa la fría y calculada conveniencia, el tipo de vida que Renton tendría si no tuviera remordimientos de conciencia. En la película es interpretado por Jonny Lee Miller.
- Daniel "Spud" Murphy

El "buena papa" e infantil Spud es al mismo tiempo el chivo expiatorio y la fuente de confort del círculo de amigos de Renton, quienes se sienten genuinamente protectores con él a pesar de que se aprovechan de su ingenuidad y es objeto de sus repetidas burlas. Aunque sus dedos ágiles le sirven para robar cosas, Spud es notablemente mucho más amable que todos sus amigos, demostrando, por ejemplo, su amor y respeto por los animales. Spud representa el producto de una sociedad indiferente a los males sociales; es adicto a la heroína porque se siente bien y porque a decir verdad, no se siente capaz de conseguir nada, ni siquiera cuando no está drogado ni borracho. Spud es enviado a la prisión de Saughton durante una parte de la novela por un robo de poca cuantía. En la película es interpretado por Ewen Bremner.
- Francis "Franco" Begbie

Un psicópata violento. Begbie infunde terror en sus "amigos" si le llevan la contraria con cualquier cosa que diga o piense y los golpea brutalmente cuando lo hacen enfurecer. Expresa una lealtad intensa hacia ellos, pero considera a los drogadictos desechables y la más inferior forma de vida que existe, aunque él mismo viva aferrado al alcohol y mucho más a la adrenalina de la violencia. Hace parte de la pandilla YLT (Young Leith Team). En la película es interpretado por Robert Carlyle.
- Davie Mitchell
- Tommy Lawrence (Llamado McKenzie en la película)
- Rab "Second Prize" McLaughlin

## Personajes secundarios
- Dianne Coulston: Adolescente de 14 años (15 en la película) con la que Renton se acuesta (ignorando su edad, pero sorprendido por su experiencia sexual) luego de conocerla en una discoteca. A la mañana siguiente, Renton desayuna con sus padres (confundiéndolos con sus compañeros de vivienda) y ella baja a la mesa vestida de colegiala, lista para ir al colegio. En Porno, Dianne reaparece (ya mayor de edad) como el interés amoroso de Renton. En la película es interpretada por Kelly Macdonald como Diane.
- Kelly
- Mikey Forrester
- Johnny "La Madre Superiora" Swan
- Raymond "Raymie" Airlie
- Craig "Seeker" Liddel
- Michael "Skreel"
- Nina
- Lesley
- Nina
- Sharon
- Veronica y Jane

## Frases célebres
- De la traducción de Anagrama ISBN 978-84-339-6643-8

«Elige la vida, Elige pagar hipotecas; elige lavadoras; elige coches; elige sentarte en un sofá a ver concursos que embotan la mente y aplastan el espíritu, atiborrándote la boca de una puta comida basura. Elige pudrirte en vida, meándote y cagándote en una residencia, convertido en una puta vergüenza total para los hijos egoístas y hechos polvo que has traído al mundo. Elige la vida.»

«La muerte es un proceso más que un suceso.»

«La heroína es una droga honesta porque te arranca todas esas ilusiones de las que llenas tu vida para convencerte de que todo carece de sentido.»

«No son las drogas y el licor quienes hablan, soy yo.»

«Es la historia de mi puta vida. Llegar demasiado pronto, emborracharme o drogarme de puro aburrimiento y cagarla, o llegar demasiado jodidamente tarde.»